# Jo Kanazawa
Jo Kanazawa (Saitama, 9 juli 1976) is een Japans voetballer.

## Carrière
Jo Kanazawa speelde tussen 1999 en 2009 voor Júbilo Iwata en FC Tokyo. Hij tekende in 2009 bij Júbilo Iwata.